# تیم ملی بسکتبال مردان فیجی
تیم ملی بسکتبال فیجی نماینده فیجی در مسابقات بین‌المللی است.